# Torneo di Wimbledon 2014 - Doppio femminile in carrozzina
Jiske Griffioen e Aniek van Koot erano le detentrici del titolo, ma sono state sconfitte in finale da Yui Kamiji e Jordanne Whiley per 2-6, 6-2, 7-5.

## Teste di serie
1. Yui Kamiji /  Jordanne Whiley (campionesse)
2. Jiske Griffioen /  Aniek van Koot (finale)

## Tabellone

### Legenda
| - Q = Qualificato - WC = Wild card - LL = Lucky loser | - ALT = Alternate - SE = Special Exempt - PR = Protected Ranking | - w/o = Walkover - r = Ritirato - d = Squalificato |

### Finali
|  | Semifinali | Semifinali                       | Semifinali                       | Semifinali | Semifinali |  |  | Finale                           | Finale                           | Finale                           | Finale | Finale |  |
|  |            |                                  |                                  |            |            |  |  |                                  |                                  |                                  |        |        |  |
|  | 1          | Yui Kamiji Jordanne Whiley       | Yui Kamiji Jordanne Whiley       | 6          | 6          |  |  |                                  |                                  |                                  |        |        |  |
|  |            | Katharina Krüger Sharon Walraven | Katharina Krüger Sharon Walraven | 0          | 2          |  |  | Yui Kamiji Jordanne Whiley       | Yui Kamiji Jordanne Whiley       | 2                                | 6      | 7      |  |
|  |            | Sabine Ellerbrock Lucy Shuker    | Sabine Ellerbrock Lucy Shuker    | 1          | 0          |  |  | Jiske Griffioen Aniek van Koot   | Jiske Griffioen Aniek van Koot   | 6                                | 2      | 5      |  |
|  | 2          | Jiske Griffioen Aniek van Koot   | Jiske Griffioen Aniek van Koot   | 6          | 6          |  |  |                                  |                                  |                                  |        |        |  |
|  |            |                                  |                                  |            |            |  |  |                                  |                                  |                                  |        |        |  |
|  |            |                                  |                                  |            |            |  |  | Finale 3º posto                  |                                  |                                  |        |        |  |
|  |            |                                  |                                  |            |            |  |  |                                  |                                  |                                  |        |        |  |
|  |            |                                  |                                  |            |            |  |  | Katharina Krüger Sharon Walraven | Katharina Krüger Sharon Walraven | Katharina Krüger Sharon Walraven | 3      | 4      |  |
|  |            |                                  |                                  |            |            |  |  | Sabine Ellerbrock Lucy Shuker    | Sabine Ellerbrock Lucy Shuker    | Sabine Ellerbrock Lucy Shuker    | 6      | 6      |  |